# Liste der Spiekerooger Fährschiffe
Die Liste der Spiekerooger Fährschiffe enthält Fährschiffe der Nordseebad Spiekeroog GmbH, die für die Nordseeinsel Spiekeroog im Einsatz waren oder sind.
| Bild | Name während der Dienstzeit | Dienstzeit            | Baujahr | Schiffstyp                               | IMO-Nr. / letzter/heutiger Name |
| ---- | --------------------------- | --------------------- | ------- | ---------------------------------------- | ------------------------------- |
|      | WattnExpress                | 2023–heute            | 2022    | Fahrgastschiff                           |                                 |
|      | Spiekeroog IV               | 2010–heute            | 1979    | RoPax                                    | 9152791                         |
|      | Spiekeroog II               | 1991–heute            | 1981    | Seebäderschiff                           | 8024143                         |
|      | Spiekeroog II               | 1985–1991             | 1971    | Seebäderschiff                           | 7114587 / Harle Kurier          |
|      | Spiekeroog I                | 1981–heute            | 1981    | Seebäderschiff                           | 8016897                         |
|      | Tilde                       | 1978–2009             | 1949    | Frachtschiff                             |                                 |
|      | Spiekeroog IV               | 1971–1980             | 1927    | Seebäderschiff                           | Wilsun                          |
|      | Spiekeroog III              | 1967–2014             | 1967    | Seebäderschiff, ab 2014 Restaurantschiff | 6715102                         |
|      | Spiekeroog II               | 1958–1985             | 1935    | Seebäderschiff                           | Jens Albrecht III               |
|      | Spiekeroog                  | 1939–1968             | ?       | Seebäderschiff                           |                                 |
|      | Spiekeroog                  | 1913–1917 / 1921–1922 | 1913    | Seebäderschiff                           | Kamerad                         |
|      | Nordfriesland               | 1907–1912             | 1886    | Dampfschiff                              |                                 |
|      | Leda                        | 1888–?                | ?       | Raddampfer                               | ?                               |
|      | Drei Gebrüder               | 1884–1897             | ?       | Schaluppe                                | ?                               |
|      | Paul Friedrich August       | 1874–1888             | ?       | Raddampfer                               | ?                               |
|      | Venus                       | 1859–1888             | ?       | Schaluppe                                | ?                               |
|      | Prinzessin Maria            | 1840–?                | ?       | Schaluppe                                | ?                               |
|      | Gesche Margarethe           | 1828–1840             | ?       | Schaluppe (Fracht und Personen)          | ?                               |